# Na’isijja
Na’isijja (arab. ناعسية) – wieś w Syrii, w muhafazie Hims. W 2004 roku liczyła 822 mieszkańców.